# أم زليلة
أم زليلة قرية سوريّة تتبع إداريّاً لمحافظة حلب منطقة دير حافر ناحية مركز دير حافر، بلغ تعداد سكانها 768 نسمة حسب التعداد السكاني لعام 2004.